# Дралфа
Дралфа (болг. Дралфа) — село в Болгарии. Находится в Тырговиштской области, входит в общину Тырговиште. Население составляет 583 человека (2022).

## Политическая ситуация
В местном кметстве Дралфа, в состав которого входит Дралфа, должность кмета (старосты) исполняет Колю Христов Иванов (коалиция в составе 2 партий: Федерация Активного Гражданского Общества (ФАГО), Политический клуб «Экогласность») по результатам выборов.
Кмет (мэр) общины Тырговиште — Красимир Митев Мирев (инициативный комитет) по результатам выборов.